# الحاكم العام لأستراليا
الحاكم العام لأستراليا (بالإنجليزية: Governor-General of Australia)‏ هو ممثل الملكية في أستراليا [الإنجليزية]، الملك حالياً هو تشارلز الثالث، يمارس السلطة التنفيذية العليا وظائف وأدوار تشمل تعيين السفراء و‌الوزراء و‌القضاة، وإعطاء الموافقة الملكية على التشريعات، وإصدار أوامر للانتخابات، ومنح الأوسمة. الحاكم العام ورئيس المجلس التنفيذي الاتحادي والقائد العام للقوات الدفاع الأسترالية. كل هذه الأمور تتم وتجري تحت سلطة دستور أستراليا. وعلاوة على ذلك، يقيم الحاكم العام بشكل رئيسي في العاصمة كانبرا، كما يقيم في مقر رسمي ثاني في سيدني
وينص الدستور على أن «الحاكم العام المعين من قبل الملك يكون ممثل صاحب الجلالة في كومنولث أستراليا الفيدرالية...» الدستور يمنح الحاكم العام مجموعة واسعة من السلطات، ولكن من الناحية العملية فإن قرار وستمنستر 1931 لوظائف الحاكم في أستراليا تتقيد بنصائح رئيس وزراء أستراليا أو وزراء آخرين. حتى في تعيين رئيس الوزراء من طرف الحاكم العام بعد الانتخابات ويكون عادة زعيم أكبر حزب أو ائتلاف الأحزاب في مجلس النواب.
إضافة إلى المهام الدستورية، يلعب الحاكم العام دوراً هاماً في المراسم الاحتفالية، حيث يسافر على نطاق واسع في جميع أنحاء أستراليا لفتح المؤتمرات، وحضور الاحتفالات والخدمات وتشجيع الأفراد والجماعات الذين يساهمون في مجتمعاتهم المحلية. في السفر إلى الخارج ويعتبر الحاكم العام ممثلا لأستراليا، والملكة ويعامل بصفته رأس الدولة.
أول امرأة تحظى بلقب الحاكم العام لأستراليا هي كوينتين بريس وذلك في 5 سبتمبر 2008.